# Ричардсон, Джонатан
Джонатан Ричардсон (англ. Jonathan Richardson; 12 января 1667, Лондон — 28 мая 1745, Блумсбери) — английский живописец-портретист, коллекционер и теоретик искусства. Имел прозвание «Старший» (the Elder), в отличие от своего сына, также художника, Джонатана Ричардсона Младшего (the Younger).

## Биография
Джонатан родился в Лондоне, в семье Уильяма и Мэри Ричардсон. Отец Джонатана умер, когда ему не было и десяти лет, а мать спустя пять лет вторично вышла замуж. Мальчика отдали в ученики к писарю нотариальной конторы. Избавившись благодаря случаю от неинтересной работы, Ричардсон последовал собственному влечению к живописи и в возрасте двадцати лет стал учеником известного портретиста Джона Райли. Ричардсон жил в доме учителя до его смерти и женился на племяннице Райли.
В 1722 году Ричардсон вместе со своим сыном, также Джонатаном Ричардсоном (1694—1771), опубликовал «Сообщение о некоторых статуях, барельефах, рисунках и картинах в Италии» (An Account of Some of the Statues, Bas-Reliefs, Drawings, and Pictures in Italy; 1722).
Книга была составлена Ричардсоном Старшим на основе материалов, собранных его сыном во время поездки по Италии в 1721 году. Книга стала популярной в качестве своеобразного путеводителя для Гран-туров и приобретения произведений искусства богатыми коллекционерами, она вызвала в Англии интерес к живописи старых мастеров. Книга также повлияла на работу И. И. Винкельмана над «Историей искусства древности» (1764). В предисловии к своей книге Винкельман написал, что, несмотря на некоторые недостатки, это «всё же лучшая книга, которая имеется по данной теме».
Ричардсон был хорошо известен среди современников своим благочестием и патриотизмом, в особенности, во взглядах на литературу. Среди любимых тем, которыми Ричардсон обращался к своим друзьям, были стихи Мильтона; Отец и сын Ричардсоны являются соавторами «Пояснительных записок и Замечаний» к «Потерянному раю» Джона Мильтона (1734). Эти заметки с портретом Мильтона, награвированным самими Ричардсоном, являются ответом на издание «Потерянного рая» Ричарда Бентли 1732 года, в тексте которого было много ошибок.
Недавние исследования также пролили свет на его деятельность в качестве гравёра, в основном в жанре портрета. Он создал множество автопортретов и более ста двадцати картин в разных жанрах.
Когда Ричардсон Старший умер в Блумсбери 28 мая 1745 года, у него осталось четыре дочери, одна из которых вышла замуж за художника Томаса Хадсона, который ранее был учеником Ричардсона. Его сын, Джонатан Ричардсон Младший, занимался живописью и гравюрой. Ричардсон сформировал собственную коллекцию произведений искусства, главным образом рисунков, часть которых он унаследовал от своего учителя Райли. Он также оказывал помощь в составлении коллекций влиятельным клиентам. После его смерти его коллекция, состоящая из почти тысячи рисунков, была продана в Лондоне за восемнадцать дней и ночей. Многие из рисунков были приобретены Хадсоном, его зятем, и переданы из его коллекции в коллекцию сэра Джошуа Рейнольдса и сэра Томаса Лоуренса, а теперь рассредоточены по коллекциям в разных странах Европы. Остальная часть собрания Ричардсона, включая сотни его собственных рисунков, была продана в 1771 году, после смерти его сына. Ричардсона называют одним из «величайших коллекционеров рисунков всех времен».

## Ричардсон как теоретик искусства
Живописец, сэр Джошуа Рейнольдс говорил, что Ричардсон более известен своими книгами, чем картинами и он хорошо понимал искусство с научной точки зрения. В 1715 году Джонатан Ричардсон опубликовал «Очерк теории живописи» (Essay on the Theory of Painting). Эта книга считается «первым значительным произведением художественной теории на английском языке».
В 1719 году был труд Ричардсона под названием «Опыт всего искусства критики в его отношении к живописи как аргумент от имени науки знаточества» (An Essay on the Whole Art of Criticism as it Relates to Painting and an Argument in Behalf of the Science of a Connаisseur), в котором как коллекционер и аналитик, сформулировал принципы, позволяющие отличать оригинал картины от её копии. В заглавии этого труда впервые прозвучал французский термин «connaisseur» — знаток. Так Ричардсон стал одним из создателей нового направления в деле атрибуции произведений искусства — знато́чества.
Ричардсон сформулировал «ряд принципов, которые могли бы позволить знатоку стать настоящим учёным». Первая часть книги, представляющая собой «незамысловатый теоретический очерк», озаглавлена «Богиня живописи», вторая называется «Рука мастера», третья — «Способы отличить оригинал от копии». Ричардсон, в частности, впервые указал, что большинство открываемых в то время в раскопках античных статуй являются позднейшими репликами древнегреческих оригиналов.
Эти работы Ричардсона Старшего выдержали много изданий, и в конечном итоге были объединены в двух томах в 1726 году, а позднее, в 1773 году, изданы в одном томе, отредактированном его сыном; ещё более позднее издание было опубликовано в 1792 году, как приложение к книге «Анекдоты из истории живописи в Англии» (Anecdotes of Painting in England, 4 vls, 1762—1771) Хораса Уолпола с посвящением сэру Джошуа Рейнольдсу. «Теория живописи» долгие годы оставалась классической работой по этому предмету; и хотя язык книги довольно напыщен, Ричардсон дал в ней высокую оценку работам старых мастеров с патриотической верой в способность английских художников создавать произведения, которые смогут с ними соперничать.
Ричардсон провозгласил живопись интеллектуальным искусством в не меньшей степени, чем поэзия и философия. Он считал, что картины должны «поднимать и улучшать природу» и что портреты должны «раскрывать ум, а не только внешний вид» человека. Трактат Ричардсона вдохновлял Уильяма Хогарта, а Джошуа Рейнольдс, будучи мальчиком, во многом был обязан Ричардсону своим ранним энтузиазмом к искусству и своим желанием стать соперником Рафаэлю.

## Галерея

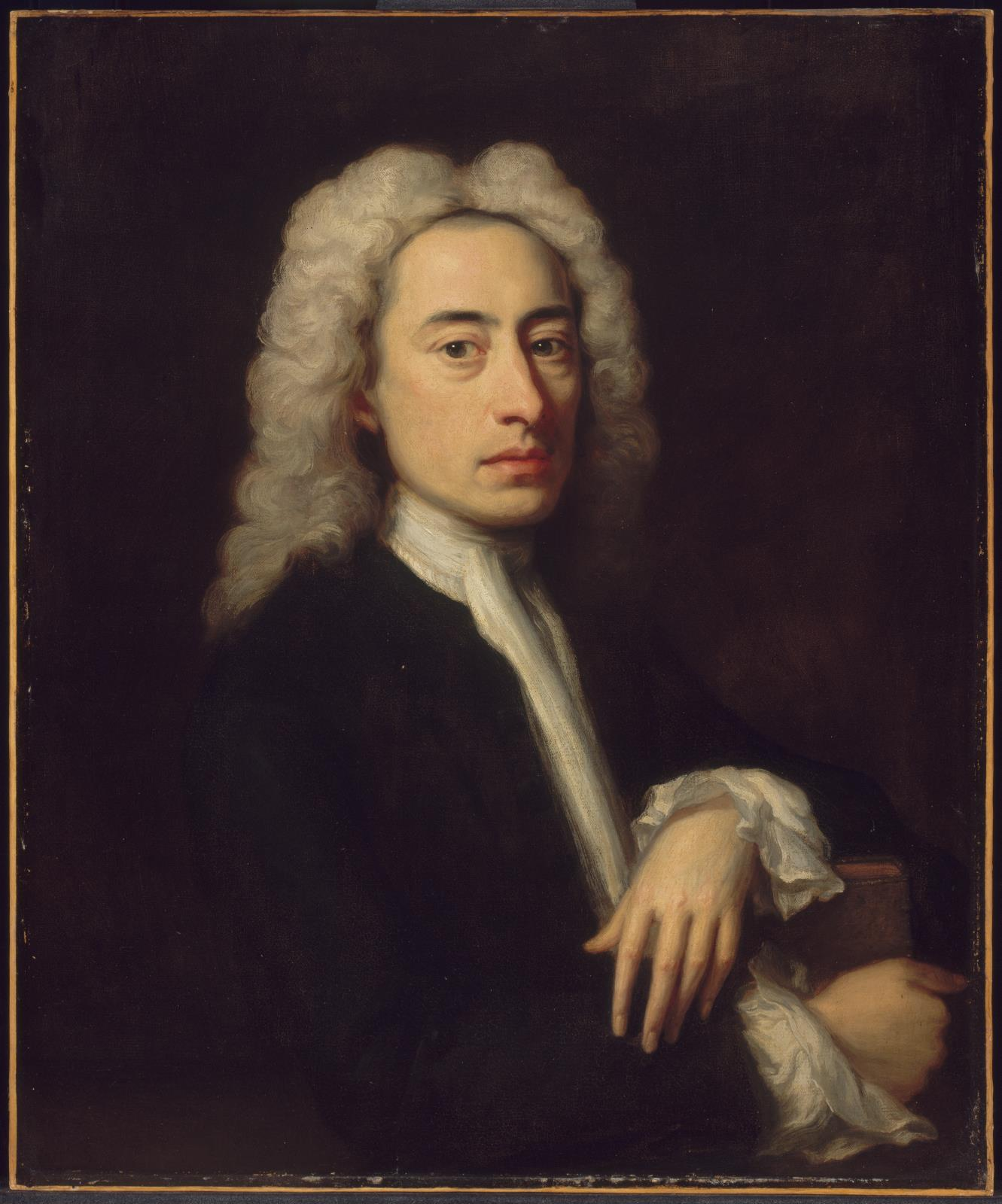
Портрет Александра Поупа. 1736. Музей изящных искусств, Бостон
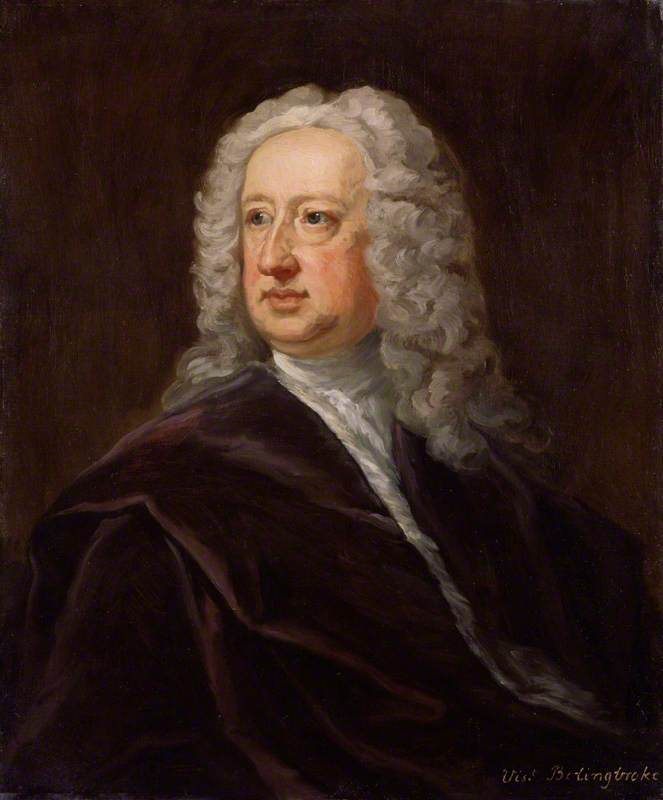
Генри Сент-Джон, 1-й виконт Болингброк. Национальная портретная галерея, Лондон
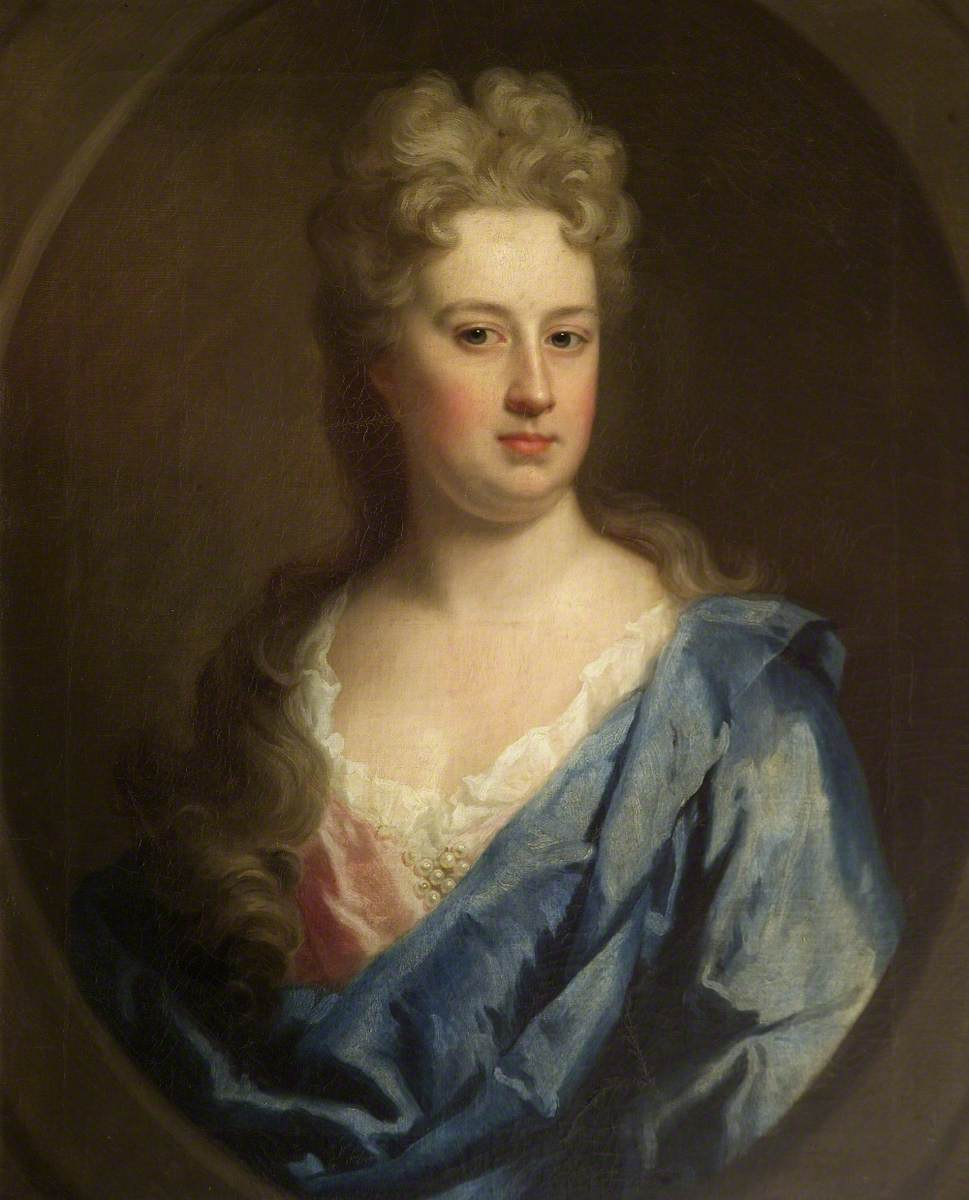
Портрет Джейн Бенсон. 1730-е. Национальный фонд Великобритании
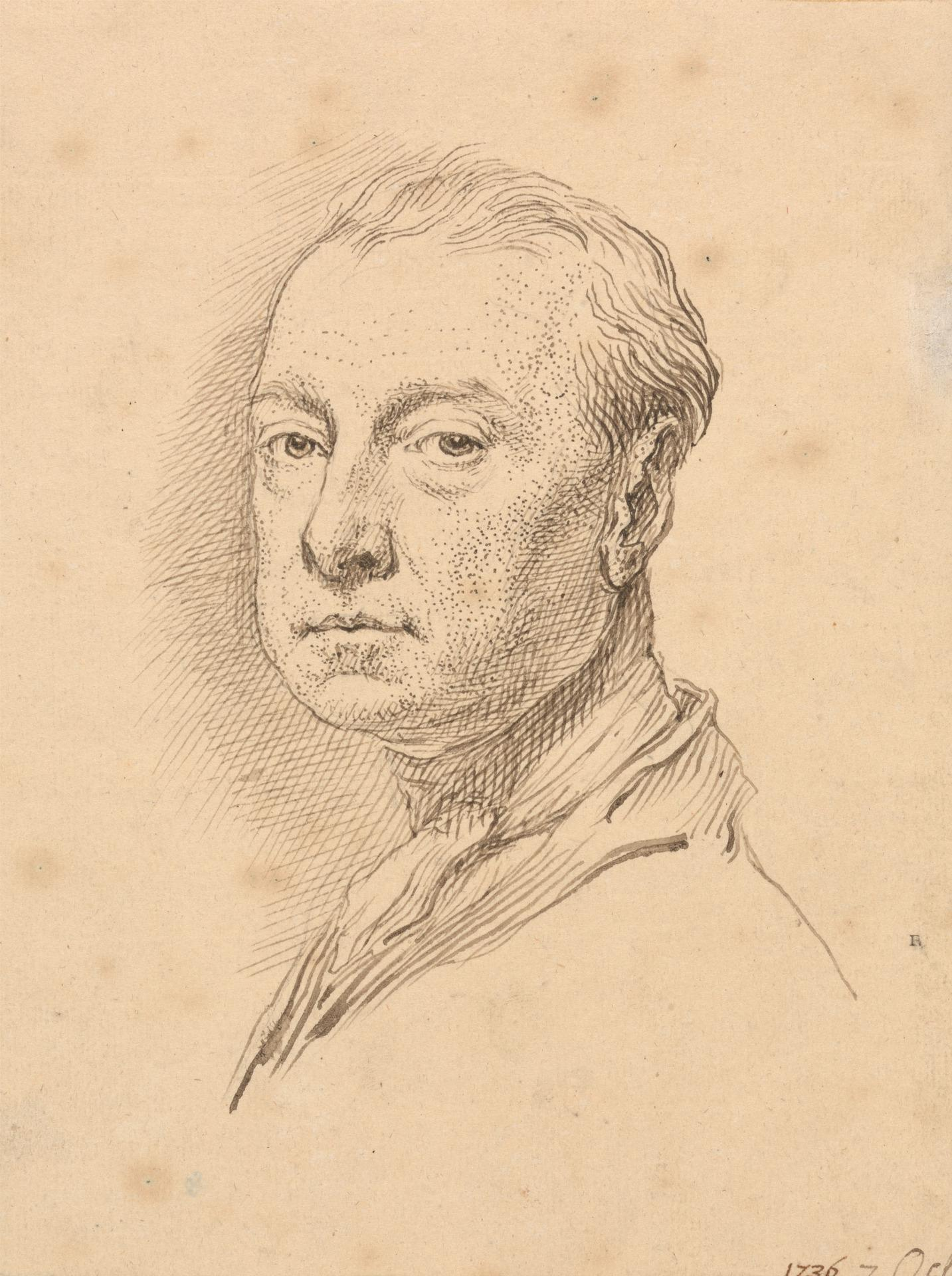
Автопортрет. 1736. Йельский центр британского искусства
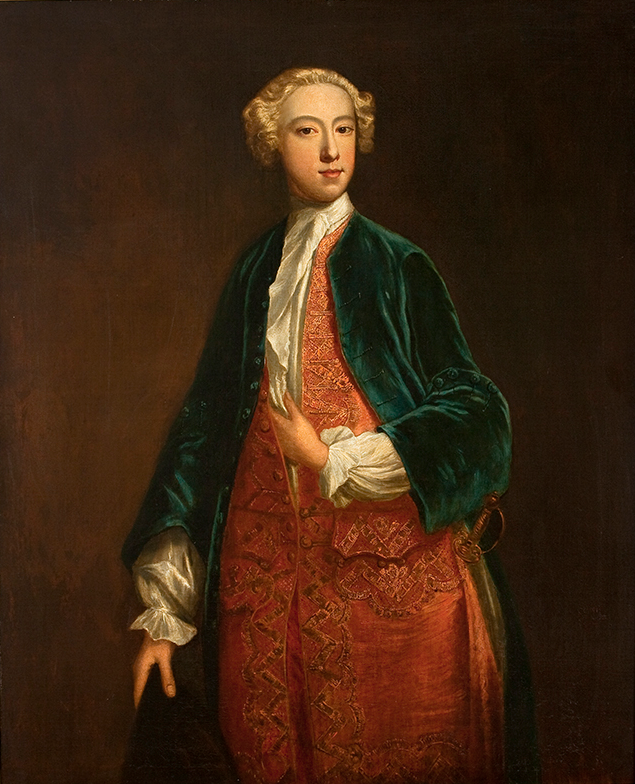
Хорас Уолпол. 1735. Дом-музей Медейруш и Алмейда, Лиссабон